# Giovanni Testori
Giovanni Testori (Novate Milanese, 12 maggio 1923 – Milano, 16 marzo 1993) è stato uno scrittore, giornalista, poeta, critico d'arte e letterario, drammaturgo, sceneggiatore, regista teatrale e pittore italiano.

## Biografia

### L’infanzia e la giovinezza
Giovanni Testori nasce a Novate Milanese, paese alla periferia di Milano, da Edoardo e Lina Paracchi, entrambi originari del Triangolo lariano: di Sormano il padre, di Lasnigo la madre. Sono luoghi ai quali resterà avvinto l’immaginario, anche creativo, di Testori; i suoi ricordi tornano spesso al periodo dell’infanzia e alla sua famiglia, alla quale è intimamente legato.
Giovanni è il terzo di sei fratelli: una sorella, Piera, un fratello, Giuseppe, e altre tre sorelle, Marisa, Lucia e Gabriella.
Edoardo Testori si era trasferito da Sormano per avviare una fabbrica tessile, sorta lungo i binari delle Ferrovie Nord (la Saft, F.lli Testori Filtri e Feltri, ora Testori Spa), costruendovi a fianco la propria abitazione. La casa dove Giovanni è cresciuto, e dove ha passato gran parte della sua esistenza, è oggi sede dell’Associazione Giovanni Testori.
Dopo avere sostenuto gli studi, fino alla terza elementare, tra lezioni private e la scuola pubblica «A. Manzoni» di Novate Milanese, i genitori decidono di iscrivere Giovanni al Collegio Arcivescovile San Carlo di Milano, insieme al fratello Giuseppe. Qui un percorso accidentato, tra momenti di totale rifiuto della scuola e scarsa applicazione, lo porta a frequentare i primi tre anni di Istituto tecnico inferiore. Il quarto e ultimo anno, considerata la predisposizione per le materie letterarie e artistiche, il padre acconsente al trasferimento, sempre al San Carlo, al Ginnasio, all’epoca di durata quinquennale. Nel 1939 si iscrive al liceo classico, dove consegue la maturità il 29 giugno 1942.
Durante il liceo coltiva in autonomia la passione precocemente sbocciata per l’arte e per il teatro, arrivando a pubblicare, non ancora raggiunta la maggiore età, una prima serie di articoli su «Via Consolare», la rivista del GUF (Gruppo Universitari Fascisti) di Forlì. Il primo scritto, del 1941, è un breve intervento – su uno studio preparatorio di Giovanni Segantini per il quadro Alpe di maggio – preposto all’avvio di una rubrica, dedicata alla presentazione di dipinti inediti dell’Ottocento, che non ebbe seguito.
Oltre che su «Via Consolare», Testori interviene anche in altre riviste perlopiù sempre legate ai GUF (come «Architrave» di Bologna e «Pattuglia di Punta»), con articoli dedicati soprattutto ad artisti contemporanei (da Scipione a Manzù, a Carlo Carrà).
Nel settembre 1942 si iscrive – dietro insistenza del padre, che non rinuncia all’idea di vederlo impiegato nell’azienda di famiglia – alla facoltà di architettura del Politecnico di Milano, dove frequenta il primo anno sostenendo gli esami di corso.

### Gli anni Quaranta
Nel 1943, durante il secondo anno di studi al Politecnico, è costretto a sfollare per alcuni mesi con la famiglia nella grande casa di Sormano, in Valassina, dove allestisce un ambiente per coltivare l’altra passione che lo accompagna da alcuni anni, quella per la pittura, attività alla quale si applica, come per il resto, da autodidatta.
Accanto a interventi di diverso tenore sull’arte contemporanea, articoli e monografie (Manzù. Erbe, 1942; Henri Matisse. 25 disegni, 1943), appaiono anche i primi significativi scritti dedicati ad artisti rinascimentali, da Debiti e crediti di Dosso Dossi («Architrave», Bologna, II, 4-5, febbraio-marzo, p. 3) a un Discorso sulle mani di Leonardo («Pattuglia», I, 7 maggio 1942), all'Introduzione a Grünewald («Architrave», II, 7, maggio 1942), pittore tra i suoi prediletti e di cui tornerà a occuparsi nel 1972, firmando il testo di presentazione de L’opera completa di Grünewald nei «Classici dell’arte» Rizzoli.
Nel 1942 Testori esordisce anche come drammaturgo, con due atti unici, La morte e Un quadro, apparsi su «Via Consolare» e raccolti l’anno successivo in un libretto delle Edizioni di Pattuglia. Nel 1943 appare anche su «Posizione» (il mensile «dei fascisti universitari di Novara») il primo racconto, Morte di Andrea.
È chiaro, fino da questi esordi, che l’azione creativa di Testori si muove parallelamente su più fronti: è una caratteristica che accompagna tutta la sua carriera.

#### Per un nuovo Realismo
Negli anni segnati dal secondo conflitto mondiale, la produzione pittorica acquista un peso determinante, sostenuta da interventi apertamente schierati nei dibattiti tra realismo e astrattismo che infiammano la scena artistica italiana, fortemente influenzata da diverse declinazioni del picassismo, a cui sono sensibili anche le opere realizzate da Testori. Le sue posizioni sulla Realtà della pittura sono esposte nell’omonimo articolo pubblicato nel dicembre 1945, a inaugurare il periodico milanese «Argine Numero» (poi «Numero Pittura»), allestito con i compagni e amici di «Corrente», tra cui Ernesto Treccani e Renato Guttuso. Sulla stessa rivista, di fatto diretta da Testori, esce l’anno successivo Oltre Guernica. Manifesto del Realismo di pittori e scultori, firmato, oltre che da lui, da Giuseppe Ajmone, Rinaldo Bergolli, Egidio Bonfante, Gianni Dova, Ennio Morlotti, Giovanni Paganin, Cesare Peverelli, Vittorio Tavernari ed Emilio Vedova.
Il Manifesto chiarisce l’idea di realtà «in arte» portata avanti dai firmatari: una realtà che «non è il reale, non è la visibilità, ma la cosciente emozione del reale divenuta organismo. Realismo non vuol dire quindi naturalismo o verismo o espressionismo, ma il reale concretizzato dell’uno, quando determina, partecipa, coincide ed equivale con il reale degli altri, quando diventa, insomma, misura comune rispetto alla realtà stessa». Il tutto a partire dalle «premesse formali» fornite, «in pittura, dal processo che da Cézanne va al fauvismo (ritrovamento dell’origine del colore) e al cubismo (ritrovamento dell’origine strutturale)». Questa attiva militanza porta Testori a imbastire polemiche anche con l’amico Renato Guttuso, al quale dedica una lettera apparsa nel marzo 1947 su «Numero pittura», in risposta a un intervento del pittore siciliano su Picasso e il realismo.
In questo momento il punto capitale, scrive Testori, non è – come vorrebbe Guttuso – di poter arrivare alla realtà attraverso la pittura, ma con i mezzi della pittura «di poter partire dalla realtà. Di avere cioè una fede che questa partenza permetta. E non soltanto per dipingere, credimi, quanto per vivere».
Il realismo di Testori si delinea sempre più come un concetto inscindibilmente legato al contesto storico-sociale, un naturalismo intriso di realtà storica, uno scavo a partire dalla più scarna ossatura del reale, astratta e oggettivata nell’espressione del sentimento. Un processo incarnato, per Testori, nell’evoluzione – dal secondo dopoguerra lungo gli anni Cinquanta – dell’opera di Ennio Morlotti, non a caso al centro di contese letterarie sulla definizione del naturalismo o dei naturalismi nell’arte contemporanea che vedono schierarsi in prima linea Francesco Arcangeli, a volte allineato, altre meno, con il pensiero testoriano. Presentando le opere di Morlotti in una mostra organizzata alla Saletta di Modena, nel 1952, Testori ne delinea un percorso che va dagli esordi post-cubisti, caratterizzati da un particolare interesse per i paesaggi di Cézanne, alla maturità artistica, in cui il pittore brianzolo affronta il rapporto dialettico tra figura umana e paesaggio «in una più palpitante compromissione con il reale storico», con la «passione rivolta alla consistenza, alla carne della figura». Con un’idea di «realismo» distante da quella di Guttuso: per lui è «illustrazione della realtà»; per Morlotti «espressione della realtà».

#### L’abbandono della pittura
Nel 1947 Testori consegue la laurea in lettere all’Università Cattolica di Milano (che frequenta dal marzo 1945), dopo un primo rifiuto e una forzata revisione della sua tesi, su La forma nella pittura moderna, seguita da Costantino Baroni. Qui Testori considera l’evoluzione dell’idea di forma nella pittura europea di primo Novecento, dichiarando la ricerca in atto per una strada condivisa del realismo italiano. Il capitolo conclusivo, Fisica dello spirito, è una sorta di manifesto per dichiarare la necessità di un rinnovamento dell’arte negli spazi sacri, grazie al confronto da parte di committenti e artisti con il linguaggio delle avanguardie, da Picasso a Léger.
Dentro il tentativo di superare Picasso a partire da una diversa presa, più viscerale, sulla realtà, si muovono anche le prove pittoriche più impegnate di Testori in questi anni, come la tormentata Crocifissione (1949) o gli affreschi con i Quattro evangelisti realizzati nel 1948 sui pennacchi che reggono la cupola nel presbiterio della chiesa di San Carlo al Corso a Milano. È il suo unico intervento pubblico come pittore, bocciato subito dopo la conclusione da un’apposita «Commissione mista, delle Belle Arti e dell’Arte Sacra», che nel giugno 1949 impone la copertura delle figure «con vernice ad olio». Rimangono, a testimonianza dell’impresa, le fotografie scattate alle pitture appena terminate e alcuni disegni preparatori.
Nonostante l’allestimento, nel 1950, della prima personale presso la Galleria San Fedele di Milano, la delusione per questa sconfitta è troppo cocente, ed è la causa prima dell’abbandono della pittura, dopo avere distrutto gran parte dei dipinti realizzati fino a quel momento e ancora presso di lui, nel cortile della casa di via Santa Marta, dove aveva lo studio. Da questo momento Testori si dedica quasi esclusivamente alla scrittura.

#### L’impegno per il teatro
Accanto alle ricerche in pittura, negli ultimi anni Quaranta Testori accresce la sua passione per il teatro, grazie anche all’amicizia con Paolo Grassi e all’assidua frequentazione del neonato (1947) Piccolo Teatro. Tra il 1947 e il 1948 cura una rubrica settimanale di recensioni teatrali per il periodico «Democrazia», organo della Democrazia Cristiana milanese.
Nel 1948 va in scena il primo dramma testoriano, La Caterina di Dio (di cui non si è mai ritrovato il testo), al teatro della Basilica di Milano, nella chiesa sconsacrata di San Paolo Converso, e sotto la direzione di Enrico d’Alessandro. È una delle prime apparizioni pubbliche di Franca Norsa, diventata poi celebre con lo pseudonimo di Franca Valeri.
Tra il 1949 e il 1950 Testori scrive il testo di un altro dramma, Tentazione nel convento, la storia di «suor Marta Solbiati di Arcisate» e della sua lotta con i demoni e le bestie che le straziano l’anima. Mai rappresentato in vita, una lettura del copione ritrovato dopo la sua morte è offerta dall’attrice Rosa di Lucia nel 1995 al Teatro Franco Parenti, con la regia di Andrée Ruth Shammah.
Nel marzo 1950, al Teatro Verdi di Padova, la Compagnia del Teatro dell’Università guidata da Gianfranco De Bosio mette in scena un’altra creazione di Testori: Le lombarde.

### Gli anni Cinquanta
In occasione della mostra su Caravaggio e i caravaggeschi, allestita nel 1951 al Palazzo Reale di Milano, Testori incontra Roberto Longhi, il grande storico dell’arte che ammira da anni per l’impegno critico e la qualità della sua prosa. Dall’incontro nascono una duratura amicizia e la collaborazione con la neonata rivista «Paragone», diretta dallo stesso Longhi, dove nel 1952 Testori pubblica il suo primo saggio Su Francesco del Cairo, una pionieristica ricognizione dell’opera di quello che oggi è riconosciuto tra i protagonisti della cultura figurativa milanese del Seicento. È un testo impegnato e complesso, per la scrittura e per i contenuti, nel quale Testori riesce a riversare sul lato della critica d’arte le riflessioni finora affrontate sul realismo e il naturalismo in pittura, la sua tensione narrativa e la carica del dramma teatrale, muovendosi «ai limiti tra critica, letteratura e psicanalisi».
Nel 1953 scrive, insieme a Renata Cipriani, le schede per il catalogo de I pittori della realtà in Lombardia, partecipando al secondo atto della trilogia di esposizioni (chiusa nel 1958 con l'Arte lombarda dai Visconti agli Sforza) messe in scena a Milano con la guida di Longhi. Lo stesso anno «Paragone» pubblica un articolo di Testori su Carlo Ceresa, ritrattista, mentre continua per tutto il decennio il sostegno critico all’attività di Ennio Morlotti, presentato alla Galleria del Milione (1953), alle Biennali di Venezia (1952, 1956) e alla Quadriennale romana del 1959.
Nel 1954 Testori cura la Mostra di Pier Francesco Guala, pittore casalese del Settecento, realizzata grazie al supporto del Centro Culturale Olivetti di Ivrea e di Vittorio Viale, direttore dei Musei Civici di Torino, e presentata nelle tre sedi della Olivetti a Ivrea, di Palazzo Carignano a Torino e nel Castello Sforzesco a Milano.
Contestualmente esce, per la collana de I gettoni di Einaudi, il suo primo romanzo, Il dio di Roserio, ambientato tra le società ciclistiche della provincia e delle periferie lombarde alle quali la penna dello scrittore tornerà più volte a dare voce, affrontandone i drammi, mettendone a nudo l’umanità più profonda, secondo lo stesso processo seguito nella pratica e nella critica artistica, e nell’invenzione del teatro. Fino da questo esordio pubblico sono evidenti il carattere sperimentale e la matrice pittorica, visiva, della lingua testoriana, carica di flessioni dialettali e alla ricerca di una parola capace di ingaggiare un corpo a corpo con la realtà, di restituire «l’informe, il groviglio di umori, odori, sentimenti, colori, istinti […], la fusione di cuore, sesso, visceri, bile» che intreccia le storie dei personaggi ritratti.
Nel 1955 allestisce, a Palazzo Madama a Torino e all’Olivetti di Ivrea, l’importante Mostra del Manierismo piemontese e lombardo del Seicento. Nel catalogo sono messe a fuoco le fisionomie dei pittori operanti tra Lombardia e Piemonte negli anni dei cardinalati di Carlo e Federico Borromeo; artisti per i quali lo stesso Testori conierà il fortunato epiteto di ‘pestanti’, in virtù delle epidemie di peste che incombono sul territorio del Ducato milanese tra il 1576 e il 1630.
L’anno successivo collabora alla prima grande mostra monografica dedicata a Gaudenzio Ferrari, al Museo Borgogna di Vercelli. Nel saggio in catalogo, Gaudenzio e il Sacro Monte, Testori rivaluta il ruolo dell’artista valsesiano anche come plasticatore, riuscendo a restituire verbalmente la dimensione poetica della sua opera, che nei bilanci emotivi personali dello scrittore rappresenterà sempre la dimensione degli affetti domestici. Di contro sta il tormento, esistenziale e amoroso, dei ragazzi e delle figure dipinte da Antonio d’Enrico, detto Tanzio, frutto più maturo dell’amato territorio valsesiano, protagonista di un’altra esposizione monografica curata interamente da Testori, a Torino nel 1959 e a Varallo Sesia l’anno successivo.
Nel 1958, grazie all’interessamento di Anna Banti, esce nella «Biblioteca di letteratura» di Feltrinelli, diretta da Giorgio Bassani, Il ponte della Ghisolfa, la prima raccolta di racconti del ciclo I segreti di Milano, seguita nel 1959 da La Gilda del Mac Mahon. Sempre del 1958 è la monografia dedicata agli affreschi del tramezzo nella chiesa di San Bernardino a Ivrea, il capolavoro di Giovanni Martino Spanzotti, artista a lungo attivo nel territorio piemontese tra Quattro e Cinquecento, dedicata a Roberto Longhi.

### Gli anni Sessanta
Il ciclo de I segreti di Milano continua nel 1960 con la pubblicazione de La Maria Brasca – portata in scena al Piccolo Teatro di Milano, il 17 marzo di quell’anno, con la regia di Mario Missiroli e Franca Valeri come protagonista – e L’Arialda, il primo spettacolo italiano vietato ai minori. Il dramma, superati non pochi problemi di censura selettiva, è rappresentato per la prima volta al Teatro Eliseo di Roma dalla compagnia di Rina Morelli e Paolo Stoppa, con regia e allestimento di Luchino Visconti. Quando, nel febbraio 1961, lo spettacolo arriva al Teatro Nuovo di Milano, il giorno dopo la prima il magistrato Carmelo Spagnuolo firma un ordine di sequestro dei copioni e la sospensione di tutte le repliche previste. Testori e la Feltrinelli sono incriminati per il testo, reputato «grandemente offensivo del comune sentimento del pudore», soprattutto per la storia che lega Eros, il fratello della protagonista, e Lino, il ragazzo di cui è innamorato. Solo nel 1964 autore ed editore saranno assolti da una definitiva sentenza di tribunale.
Intanto, alla mostra del Cinema di Venezia, nell’estate 1960 Visconti presenta Rocco e i suoi fratelli, il film che deve gran parte della sua sceneggiatura ad alcuni racconti del Ponte della Ghisolfa. Tra gli attori Alain Delon, Renato Salvatori e Annie Girardot.
Il polverone alzatosi intorno al processo de L’Arialda è un altro duro colpo per Testori, portato anche a ripensare la sua personale idea di neorealismo. E così lo trova molto distaccato, nel 1961, l’uscita, sempre per Feltrinelli, della quinta e ultima puntata de I segreti di Milano, Il Fabbricone, fortemente ridimensionato dagli interventi di Giorgio Bassani.
Lo sperimentalismo linguistico di Testori è intanto contestualizzato nel panorama nazionale da Alberto Arbasino, in un articolo apparso sul «Verri» nel 1960, dove l’autore conia per se stesso, per lo scrittore di Novate Milanese e per Pier Paolo Pasolini, il fortunato appellativo di «nipotini dell’Ingegnere», riconoscendo all’origine delle loro ricerche il plurilinguismo di Carlo Emilio Gadda.
Nel 1962 Testori lascia l’abitazione paterna a Novate per trasferirsi a Milano, in un palazzo di piazza Maria Adelaide. Lo stesso anno pubblica, come strenna per la Banca Popolare di Novara, l'Elogio dell’arte novarese, tentativo di tracciare criticamente le linee guida dell’arte del territorio in un periodo compreso tra Quattro e Settecento. Il testo sarà rifuso interamente ne Il gran teatro montano, il volume che raccoglie i suoi studi su Gaudenzio Ferrari e il Sacro Monte di Varallo, pubblicato da Feltrinelli nel 1965; anno in cui, il 27 dicembre, muore il padre Edoardo.
Sempre nel 1965, e sempre per Feltrinelli, escono I Trionfi, un monumentale poema di quasi 12000 versi (tre canti e due intermezzi) steso in una forma espressiva che trova pochi agganci con la poesia contemporanea, «se non forse» con Pasolini «appena uscito da Poesia in forma di rosa (1964)».Tra i versi torrenziali, i riferimenti a una propria storia d’amore, alla pittura di Géricault e all’ultimo soggiorno di San Carlo Borromeo al Sacro Monte di Varallo, sono evocati tra i toponimi e gli artisti più cari, dal Monte Rosa ad Alagna, da Gaudenzio a Tanzio. Il libro è il primo di una sorta di trilogia poetica (dedicata ad Alain Toubas), seguito da L’amore (1968) e Per sempre (1970).
Mentre continua a occuparsi, in scritti più o meno occasionali, di arte antica e contemporanea, nel 1967 Testori torna al teatro con La Monaca di Monza, il dramma, pubblicato da Feltrinelli, che debutta ancora con la regia di Visconti il 4 novembre al Teatro Quirino di Roma. La protagonista è Lilla Brignone, esplicita dedicataria del testo già dall’edizione a stampa.
Per l’autore è il tempo di dichiarare la direzione intrapresa dalla propria poetica teatrale, espressa nello scritto programmatico Il ventre del teatro, apparso su «Paragone» nel 1968, contestualmente all’uscita su «Nuovi Argomenti» del Manifesto per un nuovo teatro di Pasolini, con un completo rifiuto di tutto ciò che rappresentava, in quel momento, il teatro italiano. Entrambi gli autori sostengono la centralità della parola a teatro, e mentre Pasolini propone un’esperienza teatrale come «rito culturale», legata alla parola come concetto, per Testori il dramma si incarna in una «parola-materia» che affonda nel «grumo dell’esistenza». Una parola «in-dicibile» che «è prima di tutto, orrendamente (insopportabilmente) fisiologica» e trova la sua massima espressione nel monologo.
Testori lavora in questo periodo a Erodiade, altro dramma inizialmente pensato per Valentina Cortese e con una programmazione disattesa al Piccolo Teatro di Milano. Sarà rappresentato solo nel 1991 al Teatro Out Off di Milano (regia di Antonio Sixty e interpretazione di Raffaela Boscolo). Il testo ha una precisa ispirazione figurativa: «Erodiade, in fine, m’è sempre parsa una delle più alte ed intense metafore dell’arte che dopo la venuta di Cristo non può più non essere metafora di quell’incarnazione. Per questi motivi, molto più dell’Erodiade dei decadenti, ho sempre amato di più l'Erodiade di Caravaggio e dei caravaggeschi, in particolare di Francesco Cairo. Lì c’è veramente questa figura buia in continua lotta tra maledizione e salvezza».

#### Il ritorno alla pittura
Una ripresa degli strumenti del disegno e della pittura da parte di Testori, dopo il deciso abbandono intorno al 1950, si data almeno dal 1964. A partire dal ciclo di 73 Teste del Battista, disegni di esasperato espressivismo realizzati con la penna stilografica durante la stesura di Erodiade (e pubblicati solo nel 1987). Negli anni successivi, opere di Testori sono esposte in quattro mostre a lui dedicate: «alla Galleria Galatea di Mario Tazzoli a Torino (1971), alla Galerie Alexander Iolas di Milano (1974), alla Galleria del Naviglio di Giorgio Cardazzo, sempre a Milano (1975) e alla galleria il Gabbiano di Roma (1976), presentate, nei rispettivi cataloghi, da Luigi Carluccio, Piero Citati, Cesare Garboli e Giuliano Briganti».

### Gli anni Settanta

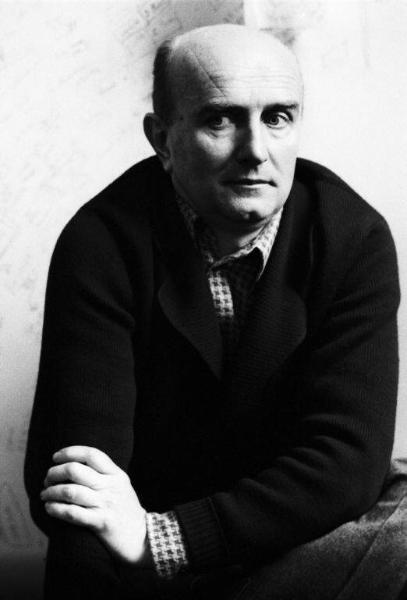
Giovanni Testori fotografato nella sua casa milanese da Carla Cerati nel 1974

Sul fronte della critica d’arte, tra la fine del 1971 e il principio del 1972 è allestita alla Rotonda di via Besana a Milano l’esposizione Il Realismo in Germania, curata da Testori, che da anni segue con interesse le vicende del Realismo e della Nuova Oggettività tedesca, qui presentati per la prima volta in maniera esaustiva al pubblico italiano.
Sul fronte della scrittura e del teatro, nel 1972 l’Ambleto, la riscrittura del dramma shakespeariano pubblicata da Rizzoli (il nuovo editore di riferimento per Testori), segna l’incarnazione della lingua teorizzata dall’autore, frutto di un pastiche in cui inflessioni dialettali convivono con termini dedotti dallo spagnolo, dal francese, dal latino, e non pochi neologismi.
Il 16 gennaio 1973 l'Ambleto debutta a Milano inaugurando il Salone Pier Lombardo, il teatro appena fondato (sulle ceneri di ciò che restava del vecchio cinema Continentale) dallo stesso Testori con Franco Parenti, Andrée Ruth Shammah, Dante Isella e Maurizio Fercioni. La regia è di Andrée Ruth Shammah, l’interprete è Franco Parenti, dedicatario della commedia. Dall’amicizia con Parenti nasce l’idea, avviata con lo stesso Ambleto, della «trilogia degli scarozzanti», un’immaginaria «compagnia di teatranti, girovaga tra i Laghi e le Prealpi, che rappresenta, oggi qui domani là, intrecci famosi, adattati alla bell’e meglio». Seguiranno il Macbetto (1974), sempre da Shakespeare, e l'Edipus (1977), da Sofocle.
Negli anni della pubblicazione e della messa in scena della trilogia vedono la luce anche due raccolte poetiche (Alain e Nel tuo sangue, 1973) e due romanzi (La Cattedrale, 1974; Passio Laetitiae et Felicitatis, 1975).
Rimane costante l’impegno nella critica d’arte da parte di Testori, che nel 1973 è coinvolto nell’importante mostra su Il Seicento lombardo, allestita a Milano tra le sale del Palazzo Reale e la Pinacoteca Ambrosiana, e negli anni successivi, grazie all’amicizia con Roberto Montagnoli della casa editrice Grafo di Brescia, pubblica monografie sugli amati artisti del filone più realista del Rinascimento nell’Italia settentrionale: Romanino e Moretto alla Cappella del Sacramento (1975), dedicata alle decorazioni pittoriche dell’omonima cappella in San Giovanni Evangelista a Brescia; una ricognizione dei dipinti di Giovanni Battista Moroni in Val Seriana (1977) e un primo rilancio dell’opera dello scultore settecentesco Beniamino Simoni a Cerveno (1976).
Attraverso una serie di mostre in gallerie private perlopiù tra Milano e Torino, Testori continua a promuovere l’attività di artisti contemporanei figurativi più o meno noti, più o meno giovani: da Gianfranco Ferroni e Carla Tolomeo a Cagnaccio di San Pietro, a Cristoff Voll, Antonio García López, Pierre Combet Descombes, Abraham Mintchine, Max Beckmann, Helmut Kolle, Willy Varlin, Graziella Marchi, Federica Galli, Francis Gruber, José Jardiel, Paolo Vallorz e altri ancora.

#### L’addio alla madre
Il 20 luglio 1977 muore la madre di Testori, Lina Paracchi, da sempre l’affetto più importante per lo scrittore. Il momento del trapasso è già prefigurato nella poesia Ragazzo di Taino, datata tra 1975 e 1976 e parzialmente pubblicata solo nel 1980.
Il periodo di dolore e raccoglimento per la perdita della madre coincide con il riavvicinamento alla fede cristiana, del resto mai abbandonata, ma sempre vissuta nella coscienza e nel tormento delle contraddizioni della vita. In questo contesto nasce Conversazione con la morte, «una sorta di preghiera, più che di teatro, un mormorio, una confessione»: un monologo, pubblicato da Rizzoli nel 1978 e scritto per Renzo Ricci, dopo averlo visto interpretare il vecchio servitore Firs nel Giardino dei ciliegi di Strehler. L’attore muore il 20 ottobre di quell’anno, senza riuscire a leggere e recitare il testo sulla scena. È lo stesso Testori a interpretarlo, con una prima recita al Salone Pier Lombardo, il 1 novembre 1978 (che rappresenta anche la prima iniziativa del Gruppo Teatrale la Confraternita, un consorzio di cooperative culturali cattoliche) e riprese in un viaggio itinerante che tocca più di cento chiese, teatri e centri culturali in tutta Italia.
È questo il periodo in cui Testori si avvicina a Comunione e Liberazione, entrando in sintonia con il fondatore, Luigi Giussani, con il quale pubblicherà un dialogo, Il senso della nascita. Colloquio con Don Luigi Giussani, uscito nel 1980 come primo numero della collana «I libri della speranza», curata per la «BUR» di Rizzoli dallo stesso Testori. Ed è in qualche modo dalla frequentazione dei molti giovani intorno a Testori che nasce Interrogatorio a Maria, un dramma portato in scena il 27 ottobre 1979 nella chiesa di Santo Stefano a Milano dalla Compagnia dell’Arca, con Laura Lotti, Andrea Soffiantini, Stefano Braschi, Franco Palmieri e la regia di Emanuele Banterle.

#### Scrittore per il «Corriere della Sera»
Il 10 settembre 1975 esce il primo articolo di Giovanni Testori sul «Corriere della Sera», una recensione della mostra su Bernardino Luini. Sacro e profano nella pittura lombarda del primo ’500 aperta nell’agosto precedente al Palazzo Verbania di Luino. È l’inizio di una lunga collaborazione con la testata milanese, in un primo momento con articoli in recensione di mostre e libri, poi anche con commenti su diversi fatti di cronaca e cultura.
Interventi sempre di forte impatto, etico e morale, sull’opinione pubblica, che designano gli articoli di Testori quali successori ideali degli ‘scritti corsari’ di Pasolini, morto nel novembre 1975. Il primo articolo ad attirare l’attenzione della stampa è La cultura marxista non ha il suo latino (4 settembre 1977), un’energica risposta a un fondo di Giorgio Napolitano (Intellettuali e progetto, sulla prima pagina dell’«Unità» del 28 agosto 1977) in cui denuncia quello che è per lui l’«arrembaggio famelico» in atto degli intellettuali comunisti ai posti di potere: «A leggere l’articolo di Napolitano si trasecola; sembra che egli non abbia visto nulla di quanto è accaduto in questi penultimi ed ultimi tempi; della corsa, appunto, cui gli intellettuali si sono sottoposti per ‘sporcarsi’ nel raggiungere e arraffare le sedie del rapporto con la società; cioè a dire, del comando e del potere. Università, Musei, Soprintendenze, Teatri, Organi di Biennali, triennali e quadriennali». Il «grido non fu “il mio regno per un cavallo”, bensì “il mio cervello per un posto”; e i posti sono stati distribuiti; non bastando i già esistenti, se non creati di nuovi; altri se ne dovranno inventare nel prossimo futuro. Stando così le cose si domanda ulteriore ‘sporcizia’. Bene, staremo a vedere». 
Le polemiche scatenano un dibattito a cui partecipano, tra gli altri, Franco Ferrarotti, Lucio Lombardo Radice, Alberto Abruzzese e lo stesso Napolitano. Lo scrittore risponde con un altro articolo (Quanta gente indignata con me, sul «Corriere della Sera» del 17 settembre 1977) esplosivo, anche nella prosa, traboccante di acida ironia per le reazioni al suo scritto: «Quali prefiche, quali vestali, quali amazzoni, quali Norme (o come altrimenti chiamarle?) principiarono fin dal mattino a urlare per entro i telefoni (no non a me che non uso frequentarle; bensì a qualche povero amico): “Hai visto?”; “Cosa”; “Ma è impazzito”, “impazzito come?”: “Impazzito! Ti dico che è impazzito!”. L’amico (più d’uno, in verità) stringeva spaurito il telefono tra le dita: “Mi vuoi capire o non vuoi capire? Ha fatto il loro gioco...”: “Il gioco? E quale gioco?”: “Il gioco della destra, anzi della reazione!”».
È solo la prima delle tante battaglie ideologiche condotte dalle barricate del «Corriere della Sera», per il quale a partire dal 4 dicembre 1978 Testori assume anche l’incarico di critico d’arte e la direzione della pagina domenicale dedicata all’arte, arrivando a pubblicare, nei sedici anni successivi, oltre ottocento articoli. Molti dei pezzi più significativi su fatti di cronaca o riflessioni di carattere etico, sociale e religioso sono stati raccolti dallo stesso autore, insieme ad altri usciti su «il Sabato» (con cui Testori collabora dalla nascita della rivista, nel 1978), nel volume La maestà della vita, pubblicato da Rizzoli nel 1982.

### Gli anni Ottanta

#### La seconda trilogia
Interrogatorio a Maria avvia nel percorso creativo di Testori una seconda trilogia, seguito da Factum est (1981) e Post Hamlet (1983).
Factum est è scritto per Andrea Soffiantini e la neonata Compagnia del Teatro degli Incamminati, fondata da Testori insieme a Emanuele Banterle. La prima rappresentazione è allestita il 10 maggio 1981 nel suggestivo scenario della chiesa di Santa Maria del Carmine a Firenze. Andrea Soffiantini è l’attore di un monologo strutturato in quattordici parti, come una via crucis, nel quale un feto, dal grembo della madre, è costretto a conquistare con fatica il dono della parola, per supplicare i genitori di non rinunciare alla sua nascita. È l’anno in cui i cittadini italiani sono chiamati a votare, proprio nel mese di maggio, per il referendum sull’aborto; ma per Testori il dramma «non è un monologo sull’aborto: è un monologo sulla vita [...]. Il mio testo non riguarda la legge, bensì l’inevitabilità e la dolcezza del venire al mondo, del diritto di crescere e di essere, della vita, insomma», dichiara al «Corriere della Sera» il 5 maggio 1981.
Post Hamlet, la terza meditazione sull’Amleto di Shakespeare (dopo Ambleto e la sceneggiatura cinematografica Amleto uscita postuma), è l’ultima pubblicazione con Rizzoli di Testori, che lo stesso anno passa, con la raccolta di poesia Ossa mea (1981-1982), alla Mondadori. Lo porta in scena il 12 aprile 1983 al Teatro di Porta Romana di Milano, con la Compagna degli Incamminati e la regia di Emanuele Banterle. Sul palco Andrea Soffiantini, Lino Troisi, Piero Nuti a Adriana Innocenti, attrice per la quale Testori riscrive la parte di Erodiade, presentata, sempre al Teatro di Porta Romana, il 22 ottobre 1983 in uno spettacolo di cui Testori progetta la scenografia, i costumi e cura la regia, affiancato da Banterle.

#### Dalla parte di Alessandro Manzoni
Il 1984 si apre con la pubblicazione de I Promessi sposi alla prova. Azione teatrale in due giornate, primo volume di una collana dedicata da Mondadori a «I libri di Giovanni Testori». La trasposizione sulle scene del testo debutta il 27 gennaio, segnando il ritorno al Pier Lombardo, grazie all’interpretazione di Franco Parenti, protagonista con Lucilla Morlacchi, e alla regia di Andrée Ruth Shammah. Per Testori rappresenta un ritorno su un testo e su un autore a lui congeniali e determinanti per la sua formazione: «ritengo, anzi sempre ho ritenuto, che il nucleo dei Promessi sposi, questo cerchio d’esperienza d’attraversamento e di ricomposizione del significato della storia compiuto attraverso i suoi personaggi, appartenesse in termini totali alla cultura lombarda, alla cultura italiana, e sia in attesa di appartenere alla cultura del mondo». Un esplicito invito alla rilettura del romanzo di Manzoni, per i suoi numerosi agganci con la contemporaneità, era del resto apparso a firma di Testori tra le proposte di lettura per l’estate ne «Il Sabato» del 14 giugno 1980.
Contestualmente all’uscita de I Promessi sposi alla prova, lo scrittore firma l'Introduzione per l’edizione de I promessi sposi nei «Classici» degli «Oscar Mondadori». L’anno successivo partecipa alle celebrazioni per il secondo centenario della nascita di Manzoni: ne La confermazione di Renzo, intervento in una miscellanea di vari autori dedicata a Gli eroi del Manzoni (Milano 1985), dichiara la sua preferenza per Renzo Tramaglino; una predilezione condivisa con Pasolini.
Nel 1986 Testori interviene con un intenso saggio sulle possibili fonti e sui tramandi figurativi de I promessi sposi nel catalogo della mostra allestita nel Palazzo Reale di Milano Manzoni. Il suo e il nostro tempo, dove stila anche le schede di alcune delle opere pittoriche esposte.
Sono determinanti, per comprendere i pensieri di Testori su I promessi sposi e il ruolo assunto dal romanzo in questi anni nei dibattiti della cultura italiana, due conversazioni tenute dallo scrittore. La prima con Alberto Moravia, il 29 novembre 1984 a Milano, con un intenso botta e risposta sulla componente religiosa e il senso storico del capolavoro manzoniano (Il romanzo e la storia. Dio e popolo nei Promessi Sposi). Il secondo confronto, con Ezio Raimondi, si tenne il 3 dicembre 1986 a Bologna, sul tema I Promessi Sposi: dai personaggi luci su Manzoni.

#### I volti nuovi dell’arte italiana e straniera
Durante gli anni Ottanta prosegue l’intensa attività di critico d’arte da parte di Testori, che dalle pagine del «Corriere della Sera» recensisce cataloghi e mostre. E continua l’attività di critico militante, impegnato anche nel portare all’attenzione il lavoro di giovani pittori e scultori ancora in parte sconosciuti, per i quali propone raggruppamenti volti a suggerire nuove ideali correnti artistiche. Fanno parte, ad esempio, di un’ipotetica «nuova banda» della giovane pittura italiana Giancarlo Bonetti, Luca Crocicchi, Giovanni Frangi e Velasco Vitali, gli ultimi tre presentati, insieme ad Aurelio Bertoni e Fausto Faini, nel 1984 in una mostra alla Rotonda della Besana. L’estemporaneo accostamento non avrà seguito, se non nella presentazione, di nuovo insieme, di Faini, Frangi e Crocicchi in una mostra realizzata a Brescia nel 1989.
Grazie soprattutto alla frequentazione della galleria Studio d’Arte Cannaviello di Milano, Testori continua a interessarsi delle nuove voci della pittura provenienti dall’Austria e dalla Germania. Per le figure ritenute più interessanti del panorama teutonico (come Hermann Albert, Peter Chevalier, Thomas Schindler, Rainer Fetting, Bern Zimmer, Klaus Karl Mehrkens), distingue il gruppo di sua invenzione dei «Nuovi ordinatori» (con in testa Hermann Albert) dai «Nuovi selvaggi» (capitanati da Rainer Fetting), quasi a istituire una continuità – di ideale etnia condivisa, più che figurativa – della dialettica tra Espressionismo e Nuova Oggettività degli anni tra le due guerre, di cui Testori, come si è visto, è stato tra i primi maggiori sostenitori in Italia, insieme all’amico Emilio Bertonati della Galleria del Levante (con sedi tra Milano e Monaco), morto nel 1980.
La presentazione di nuove promesse della pittura italiana e straniera è costante sulle pagine del «Corriere della Sera», dove un articolo del 1 agosto 1984 dedicato al pittore Fred Bedarride avvia una rubrica – dalla vita piuttosto breve – su artisti ancora sconosciuti al pubblico, dal titolo in occhiello ‘il genio degli ignoti’, parafrasi di un saggio di Roberto Longhi (Genio degli anonimi: Giovanni da Piamonte, del 1940).

#### La critica d'arte
La produzione di saggi e scritti d’occasione conta durante gli anni Ottanta importanti incursioni nel mondo dell’arte antica e contemporanea.
Nel 1980 dedica al suo ‘maestro’ ideale, Roberto Longhi, una piccola esposizione alla Galleria del Disegno di Milano, fondata da Alain Toubas e Max Rabino, con l’apporto dello stesso Testori, che ne ha suggerito il nome e vi ha collaborato per anni. È la prima volta in cui sono presentati al pubblico alcuni dei disegni del grande storico dell’arte, d’après di dipinti di epoca diversa di cui si è occupato o ha scritto.
Nel 1981 Testori cura un’antologica su Graham Sutherland alla Galleria Bergamini di Milano e partecipa alla mostra su La Ca’ Granda. Cinque secoli di storia e d’arte dell’Ospedale Maggiore di Milano organizzata al Palazzo Reale. Sulla grande istituzione ospedaliera milanese lo scrittore torna più volte, dedicandovi anche un agile libretto, indirizzato ai ragazzi delle scuole (Che cos’è la Ca Granda, Milano 1982).
Nel 1982 è chiamato a stendere un’introduzione per il catalogo della mostra su Gaudenzio Ferrari e la sua scuola. I cartoni cinquecenteschi dell’Accademia Albertina, allestita tra marzo e maggio all’Albertina di Torino.
Nel 1983 cura la monografica su Guttuso che presenta al pubblico il grande dipinto Spes contra spem, realizzato a Velate l’anno precedente, alla Galleria Bergamini di Milano e torna a occuparsi di Francesco Cairo, partecipando alla curatela della mostra sul pittore organizzata alla Villa Mirabello di Varese. Sono un ritorno a temi di lunga frequentazione anche i saggi inclusi in Artisti nel legno. La scultura in Valsesia dal XV al XVIII secolo, volume condotto alle stampe nel 1985 insieme a Stefania Stefani Perrone, come nuovi scritti su Morlotti e Guttuso.
Nel 1988 dedica una mostra a Gustave Courbet nelle collezioni private alla Galleria Compagnia del Disegno; l’anno successivo espone opere, sempre da raccolte private, di Daniele Crespi alla Galleria Italiana Arte di Busto Arsizio.
Nel 1990 firma, per «I gigli dell’arte» della fiorentina Cantini, l’introduzione al Catalogo completo dell’opera di Van Gogh.

#### LaBranciatrilogia prima
Negli anni centrali del nono decennio Testori torna a lavorare sulla sua idea di un teatro incentrato unicamente sulla parola, dando avvio a una prima Branciatrilogia, tre drammi scritti per l’attore Franco Branciaroli. Il primo è Confiteor, secondo e ultimo volume della collana «I Libri di Giovanni Testori» di Mondadori. Il testo – ispirato a un fatto di cronaca, un uomo che ha ucciso il fratello portatore di handicap, per sottrarlo a una vita parziale e umiliante – è portato in scena al Teatro di Porta Romana il 25 settembre 1986, con la regia di Testori assistito da Emanuele Banterle e l’interpretazione, accanto a Branciaroli, di Mirton Vajani.
Nel 1988 è la volta di In exitu, pubblicato come romanzo da Garzanti (dove Testori approda con la raccolta di poesie Diadèmata, del 1986) e rappresentato con Testori come coprotagonista e regista una prima volta al Teatro della Pergola di Firenze, il 9 novembre 1988, e poi, il 13 dicembre successivo e per una sola sera, sullo scalone della Stazione Centrale di Milano, dove è ambientato il dramma che porta alla ribalta il tema, allora attualissimo, della tossicodipendenza da eroina. È uno dei testi più estremi di Testori, scritto «in una lingua che non esiste. C’è un po’ d’italiano, un po’ di latino, un po’ di francese, ma soprattutto c’è la lingua di un ragazzo in stato preagonico, tutta spezzata, tutta rotta, le parole sono divise a metà, è una specie di lingua triturata, che c’è e non c’è, che non arriva a definirsi e allora si ripete».
A chiudere la prima Branciatrilogia è Verbò. Autosacramental, un testo incentrato sul rapporto tra Verlain e Rimbaud (da cui il titolo), interpretato da Testori e Branciaroli al Piccolo Teatro di Milano dal 20 giugno 1989, e pubblicato postumo per volontà dell’autore, che voleva ritenersi libero di «ricreare» il testo ogni sera a teatro.

#### LaBranciatrilogia seconda
Alla fine degli anni Ottanta Testori si ammala di un tumore che lo allontana dalle scene pubbliche, ma non ne limita la creatività e la produttività.
Nel 1989 …et nihil, raccolta di poesie composte tra il 1985 e il 1986, è pubblicata nella «Collana dei vincitori del “Premio di poesia Pandolfo”», aggiudicato allo scrittore l’anno precedente.
Nel 1990 la malattia si aggrava e Testori è ricoverato all’ospedale San Raffaele di Milano. Da qui continua a scrivere, con ritmi frenetici, dedicandosi contemporaneamente a più progetti. Porta a termine una Traduzione in versi della Prima lettera ai Corinti di San Paolo, pubblicata nel 1991 da Longanesi, il suo ultimo editore, e continua a lavorare su testi teatrali, mettendo in piedi una Branciatrilogia seconda, di cui vedono la luce due testi, Sfaust nel 1990 e sdisOrè nel 1991, entrambi rappresentati dalla Compagnia degli Incamminati, con la regia di Testori – spesso assente dalle scene per i suoi problemi di salute – sostenuto da Banterle, e come unico interprete Franco Branciaroli. La prima dello Sfaust si tiene al Teatro Nazionale di Milano il 22 maggio 1990; quella di sdisOrè l’11 ottobre 1991 al Teatro Goldoni di Venezia.
Il terzo e ultimo atto della Branciatrilogia seconda avrebbe dovuto essere, tra vari ripensamenti e progetti rimasti sulla carta, Regredior, dramma pubblicato postumo (nel 2013) e rappresentato per la prima volta nel 2023, presso il Teatro Out Off.

### Gli ultimi anni
Nei lunghi mesi successivi all’operazione, avvenuta nell’estate del 1990, Testori alterna soggiorni al San Raffaele a periodi di riposo a Inverigo, in Brianza o a Varese, all’Hotel Palace, dove Luca Doninelli dà vita a un libro intervista pubblicato a pochi mesi dalla scomparsa (Conversazioni con Testori, Milano 1993).
Nel 1992 riesce a vedere pubblicato Gli angeli dello sterminio, il suo ultimo romanzo, distopico, ambientato in una Milano apocalittica, quasi un’anticipazione del vortice che, all’uscita del volume, sta spingendo la città tra le spire di Tangentopoli.
Gli ultimi testi pensati per il teatro, Tre lai: Cleopatràs, Erodiàs, Mater Strangosciàs, sono pubblicati postumi nel 1994.
Lo scrittore muore all’ospedale San Raffaele di Milano il 16 marzo 1993.

## Opere

### Drammigiovanili
- La morte, atto unico (1943)
- Un quadro, atto unico (1943)
- Cristo e la donna, dramma religioso (1943)
- Caterina di Dio, dramma religioso (1947)
- Tentazione nel convento, dramma religioso (1949)
- Le Lombarde, dramma religioso (1950)

### I Segreti di Milano
- Il ponte della Ghisolfa, Feltrinelli, 1958, raccolta di racconti
- La Gilda del Mac Mahon, Feltrinelli, 1959, raccolta di racconti
- La Maria Brasca, Feltrinelli, 1960, opera teatrale
- L'Arialda, Feltrinelli, 1960, opera teatrale
- Il fabbricone, Feltrinelli, 1961, romanzo
- Nebbia al Giambellino, Longanesi, 1995 (postumo), romanzo

### Trilogia degliScarrozzanti
- L'Ambleto, Rizzoli, 1972
- Macbetto, Rizzoli, 1974
- Edipus, Rizzoli, 1977

### Terza trilogia
- Conversazione con la morte, Rizzoli, 1978
- Interrogatorio a Maria, Rizzoli, 1979
- Factum est, Rizzoli, 1981

### Altro
- Il dio di Roserio, Collana Gettoni, Torino, Einaudi, 1954, romanzo breve (nell'edizione Feltrinelli, 1958, verrà eliminato il primo capitolo)
- I trionfi, Milano, Feltrinelli, 1965, poesia
- Crocifissione, Milano, All'insegna del pesce d'oro, 1966, poesia
- La monaca di Monza, Milano, Feltrinelli, 1967, opera teatrale
- L'amore, Milano, Feltrinelli, 1968, poesia
- Erodiade, Milano, Feltrinelli, 1969, opera teatrale
- Per sempre, Milano, Feltrinelli, 1970, poesia
- Nel tuo sangue, Milano, Rizzoli, 1973, poesia
- La cattedrale, Milano, Rizzoli, 1974, romanzo
- Macbetto. Edizione per la messa in scena del Macbetto. Regia di Andrée Ruth Shammah, scene e costumi di Gianmaurizio Fercioni, musiche di Fiorenzo Carpi, collaborazione musicale di Raoul Ceroni, copertina di Luigi Granetto, Anteditore, Verona 1974
- Passio laetitiae et felicitatis, Milano, Rizzoli, 1975, romanzo
- L'Arialda. Edizione per la messa in scena de L'Arialda. Regia di Andrée Ruth Shammah, scene e costumi di Gianmaurizio Fercioni, musiche di Fiorenzo Carpi e uno scritto di Luigi Granetto, Anteditore, Verona 1976
- Edipus. Edizione per la messa in scena dell'Edipus. Regia di Andrée Ruth Shammah, scene e costumi di Gianmaurizio Fercioni, musiche di Fiorenzo Carpi copertina di Luigi Granetto, Anteditore, Verona 1977
- Post-Hamlet, Milano, Rizzoli, 1983, opera teatrale
- Ossa mea, Milano, Mondadori, 1983, poesia
- I Promessi Sposi alla prova, Milano, Mondadori, 1984, opera teatrale
- Erodiade, 1984, monologo teatrale
- La cenere e il volto. Scritti sulla pittura del Novecento, Firenze, Le Lettere, 1985, saggio
- Confiteor, Milano, Mondadori, 1985, opera teatrale
- Diademata, Milano, Garzanti, 1986, poesia
- In exitu, Milano, Garzanti, 1988, romanzo
- Et nihil, Arnaud, 1988, poesia
- I lini della Veronica, per "Veroniche" (opere di Mimmo Paladino), Bruxelles, Artiscope, 1989.
- Verbò, Arnaudi, 1989, opera teatrale
- Sfaust, Milano, Longanesi, 1990, opera teatrale
- SdisOrè, Milano, Longanesi, 1991, opera teatrale
- Traduzione prima lettera ai Corinzi, Milano, Longanesi, 1991
- Gli angeli dello sterminio, Milano, Longanesi, 1992, romanzo
- Segno della gloria, con sedici acqueforti di Samuele Gabai, Edizioni Rovio, 1994.
- Tre lai, Milano, Longanesi, 1994, postumo, opera teatrale:
  - Cleopatràs
  - Erodiàs
  - Mater Strangosciàs

La realtà della pittura. Milano, Longanesi, 1995.

### Raccolte complessive
- Opere scelte, Introduzione e cura di Giovanni Agosti, cronologia di Giuseppe Frangi, Notizie di Giovanni Battista Boccardo, Collana I Meridiani, Milano, Mondadori, 2023, ISBN 978-88-047-4427-6.